# پوسک
شهر پِسَک (به فرانسوی: Pessac) در شهرستان ژیروند در ناحیه ناحیه آکیتن با جمعیت ۵۷٬۱۸۷ نفر در کشور فرانسه واقع شده‌است